# Кавдадик
Кавдадик (азерб. Kavdadıq) — село в Кубатлинському районі Азербайджану.
Село розміщене на лівому березі річки Воротан, за 68 км на південь від міста Бердзора.
30 жовтня 2020 під час Другої Карабаської війни було визволене Збройними силами Азербайджану.